# 극장판 포켓몬스터 뮤츠의 역습 EVOLUTION
《극장판 포켓몬스터 뮤츠의 역습 EVOLUTION》(일본어: ミュウツーの逆襲 EVOLUTION)은 2019년 공개된 일본의 애니메이션 영화로, 테레비 도쿄 개국 55주년 기념 작품이다. 1998년 공개된 첫번째 극장판인 《극장판 포켓몬스터: 뮤츠의 역습》의 풀 3D CG로 리메이크한 것이다.

## 출연
| 등장인물  | 일본어 성우       | 한국어 성우     |
| --------- | ----------------- | --------------- |
| 한지우    | 마츠모토 리카     | 이선호          |
| 최이슬    | 이이즈카 마유미   | 여민정          |
| 웅        | 이이즈카 마유미   | 황창영          |
| 피카츄    | 오오타니 이쿠에   | 오오타니 이쿠에 |
| 뮤츠      | 이치무라 마사치카 | 홍시호          |
| 뮤        | 야마데라 코이치   | 송하림          |
| 토게피    | 코오로기 사토미   | 코오로기 사토미 |
| 로사      | 하야시바라 메구미 | 우정신          |
| 로이      | 미키 신이치로     | 김영선          |
| 나옹      | 이누야마 이누코   | 오인성          |
| 간호순    | 후지무라 치카     | 김하루          |
| 여경      | 니시무라 치나미   | 김현지          |
| 보이저    | 코바야시 사치코   | 김현심          |
| 솔라오    | 카미야 히로시     | 민승우          |
| 우미오    | 요시노 히로유키   | 신용우          |
| 스위트    | 사쿠라 아야네     | 강은애          |
| 비주기    | 미야케 켄타       | 신용우          |
| 후지 박사 | 이나바 미노루     | 이현            |
| 해적      | 레이먼드 존슨     | 레이먼드 존슨   |
| 나레이션  | 이시즈카 운쇼     | 엄태국          |

## 같이 보기
- 비디오 게임을 원작으로 한 영화 목록